# Galas (mitología)
En la mitología griega, Galas o Gálatas (en griego antiguo: Γάλας, romanizado: Gálas) fue el fundador epónimo de los galos o gálatas.
 

Para Apiano era un hijo de Polifemo y Galatea:
«Dicen que el país —Iliria— fue creado por Ilirio, hijo de Polifemo, pues el cíclope Polifemo y su esposa Galatea tuvieron tres hijos, Celto, Ilirio y Galas, que emigraron de Sicilia y gobernaron pueblos que llevaban sus nombres: celtas, ilirios y gálatas.».
Para Diodoro Sículo era un hijo de Heracles y de una mujer gala:
«Antiguamente era señor de la Céltica [esto es, Galia], según se cuenta, un hombre ilustre que tenía una hija de una estatura excepcional que, por su belleza, descollaba con mucho entre las otras jóvenes. Orgullosa de su fuerza física y de su admirada belleza, rechazaba a todos los que la pretendían en matrimonio, pensando que nadie era digno de ella. Con ocasión de su expedición contra Geriones, Heracles visitó la Céltica y fundó allí la ciudad de Alesia; la muchacha lo vio y, admirando su valor y la excelencia de su cuerpo, aceptó la relación con todo entusiasmo, y sus progenitores también estuvieron de acuerdo. De la unión con Heracles dio a luz a un hijo de nombre Gálatas, que superaba ampliamente a los jóvenes de su mismo pueblo por las cualidades de su espíritu y por la fuerza de su cuerpo. Al llegar a la edad adulta y heredar el trono de sus antepasados, conquistó muchas tierras limítrofes y realizó grandes acciones en la guerra. Y al hacerse famoso por su valor, dándoles su nombre, llamó gálatas [galos] a sus súbditos, y de ellos tomó el nombre toda la Galacia [Galatía o Galia]».